# Eybir Bonaga
Eybir Olmedo Bonaga Cerrud (ur. 19 maja 1986 w Chiriquí) – panamski piłkarz występujący na pozycji pomocnika.

## Kariera klubowa
Bonaga seniorską karierę rozpoczął w 2006 roku w zespole Atlético Chiriquí. Jego barwy reprezentował przez 5 lat. Na początku 2011 roku przeszedł do San Francisco FC.

## Kariera reprezentacyjna
W reprezentacji Panamy Bonaga zadebiutował w 2009 roku. W 2011 roku został powołany do kadry na Złoty Puchar CONCACAF.